# 雷蒙·阿隆
雷蒙·克洛德·费迪南·阿隆（法語：Raymond Claude Ferdinand Aron，法語發音：[ʁɛmɔ̃ klod fɛʁdinɑ̃ aʁɔ̃]；1905年3月14日—1983年10月17日），亦譯為雷蒙·阿宏、雷蒙·艾宏、雷蒙·亞宏，是法國社會學家、哲學家、政治學家。其以批判法國左派思想家薩特聞名。代表作為《知識分子的鴉片》。

## 生平
阿隆為一名猶太律師之子，1930年獲巴黎高等師範學院哲學史博士，1940年在为图卢兹大学教授了数周社会哲学课后，加入法国空军，為逃離納粹而流亡倫敦加入自由法國，为他们撰写刊物，戰爭結束後任教於巴黎政治学院和國家行政學院，1953年，他结识了在索邦大学任教的年轻美国哲学家艾伦·布鲁姆，1955年至1968年任教於索邦大學，1970年起任教法兰西公学院和社会科学高等学院。1983年，獲得荷蘭伊拉斯謨獎。
阿隆终其一生都在当撰稿人，他1947年开始给费加罗报写专栏，30年后，他改给《快报》写专栏，一直坚持到过世为止。

## 政治立场
阿隆主張“极端温和的自由主義”，包括混合经济
。在柏林，阿隆目睹了纳粹党的崛起，并对所有极权制度产生了厌恶。1938年，他参加了巴黎探讨新自由主义（此处指社会自由主义）的沃尔特·李普曼座谈会。1950年代，他对奥地利经济学派的观感很差，把奥地利学派对私有财产之痴迷称为“反过来的马克思主义”。
批評薩特和西蒙波娃的左派傾共、無神思想，說萨特是「知識圈一霸，在圈內大行恐怖主義，但只在某一層次」。

## 国际关系科学
阿隆研究卡尔·马克思和卡尔·冯·克劳塞维茨的著作。在《和平与战争》中，他提出了国际关系理论。他认为，马克斯·韦伯关于“国家即垄断合法武力权”的主张不适用于国家之间的关系。
在1950年代的研究国际关系时，阿伦假设，尽管出现了核武器，但各国仍需要常规军事力量，因使用核武器乃禁忌。

## 著作
- L'Opium des intellectuels, Paris: Calmann-Lévy, 1955.
  - 〔日文譯本〕渡辺善一郎譯，東京：論争社，1960年1月。
  - 〔繁體中文譯本〕蔡英文譯，《知識分子的鴉片》，臺北：聯經出版事業公司，1990年3月。
  - 〔簡體中文譯本〕呂一民、顧杭譯，《知識分子的鴉片》，南京：譯林出版社，2005年。
- Penser la guerre, Clausewitz, Paris: Gallimard, 1976.
  - 《反思战争：克劳塞维茨》